# Maxomys
Maxomys là một chi động vật có vú trong họ Muridae, bộ Gặm nhấm. Chi này được Sody miêu tả năm 1936. Loài điển hình của chi này là Mus bartelsii Jentink, 1910.

## Các loài
Chi này gồm các loài: